# Igor Vidmar
Igor Vidmar, slovenski novinar, glasbeni promotor, manager, producent, politični aktivist in komentator, * 10. december 1950, Ljubljana.

## Življenje
Vidmar se je rodil v Ljubljani, toda odraščal je v Novi Gorici, kjer je obiskoval tudi gimnazijo. Leta 1969 se je vrnil v Ljubljano, kjer je študiral na Fakulteti za sociologijo, politične vede in novinarstvo Univerze v Ljubljani. Leta 1970 ga je povabil urednik Radia Študent Luka Škoberne in po dveh mesecih je postal novi urednik aktualnopolitične redakcije. Maja istega leta je prebral protestni govor na demonstracijah proti ameriški zasedbi Kambodže, aprila 1971 pa je za radio poročal s študentskih demonstracij na Aškerčevi ulici. Leta 1974 je sodeloval na zadnji novolevičarski poletni šoli na Korčuli, ki jo je Stane Dolanc želel prepovedati, kot delegat študentske organizacije je nasprotoval tudi njeni pripojitvi k Zvezi socialistične mladine Slovenije. Posledično je bil vse bolj na očeh oblasti, zato so ga tedaj izključili iz Zveze komunistov (ZKS).
Leta 1975 se je pojavila skupina Buldožer, ob kateri je Vidmar zaslutil družbeni potencial glasbe. Začel je pisati glasbene in filmske kritike, pisal je tudi o imperializmu in protiimperializmu v stripih. Obiskoval je striparski festival v Lucci in uredil strip Magna Purga Kostje Gatnika. Leta 1977 se je udeležil prvega koncerta Pankrtov na Gimnaziji Moste, ob katerem je spoznal punk. Na Radiu Študent je začel voditi odmevno oddajo Bodi tukaj zdaj (kasenje Rock fronta). Novembra 1978 je organiziral svoj prvi večji koncert na predvečer proslave dneva republike v menzi študentskega naselja – nastopile so skupine Pankrti, Paraf in Prljavo kazalište. Janurja 1979 je Dimitrij Rupel ob izdaji prve mali plošče Pankrtov Lublana je bulana naslov svoje rubrike v Teleksu za to priložnost preimenoval v »To morate preslišati«. Vidmar, ki je ploščo produciral, je napisal oster odgovor in ga preimenoval v »Dimitrija Trupla«. 4. novembra 1979 je na Radiu Študent uvedel odmevno Rock fronto, katere zasnova je bila združitev glasbe in politike oz. družbene kritike. 8. februarja naslednjega leta je izšla prva velika plošča Pankrtov Dolgcajt, ki jo je Vidmar prav tako produciral. Leta 1981 je organiziral prvi večji koncert tuje skupine Siouxsie and the Banshees ter prvo prireditev Novi rock, ki se je kasneje uveljavil kot osrednji rock dogodek na Slovenskem (do leta 2000); ob (dvodnevnem) koncertu so potekale tudi okrogle mize o kulturnih in političnih temah.
Jeseni leta 1981 je izbruhnila naci punk afera, ob kateri je bil primoran v Rock fronti braniti svojo zvrst glasbe pred obtožbami partijskih odredov. Z Gorazdom Suhadolnikom in Petrom Mlakarjem so kot novinarji raziskovali povojne poboje, posneli intervju z Andrejem Bohincem, žrtvijo dachavskih procesov, in reportažo z domobranskega grobišča na Crngrobu. Leta 1982 je organiziral koncert Solidarnosti skupaj z Urošem Mahkovcem, Igorjem Bavčarjem, Srečom Kirnom in Viko Potočnik. Na drugi izvedbi Novega rocka so nastopili  tudi Laibach, s katerimi se je leta 1983 prvič odpravil na turnejo po (vzhodni in zahodni) "okupirani Evropi" in ki jim je s svojimi mednarodnimi zvezami kasneje pomagal k mednarodni uveljavitvi. Na Borštnikovo srečanje je prišel z napisom Nazi Punks Fuc-k Off, ki je sicer ime singla skupine Dead Kennedys, vendar so ga vseeno ovadili in leta 1983 so ga obsodili na 30-dnevno zaporno kazen. Leta 1984 pa še na dvajsetdnevno zaporno kazen, ko je na Radiu Študent (13. maja, na dan varnostnih organov) izvedel »samozaščitni test« s predvajanjem pesmi »Das Lied Der Deutschen « v izvedbi Nico. Leta 1985 je izdal premierno domačo ploščo skupine Laibach kot urednik glasbene sekcije ŠKUC-a. (ŠKUC-Ro.p.o.t). Okoli tistega časa je soproduciral, miksal ali sodeloval z vokalom na LP ploščah Parafov Lepo je..., kompilaciji Novi punk Val, 84-48, Scraping Foetus, Benjamin Zephaniah in Pixies. V Ljubljani je organiziral koncerte svetovno znanih rock skupin in glasbenikov: 23 Skidoo, Amebix, Angelic Upstarts, Anti-Nowhere League, Christian Death, DOA, Dinosaur Jr., Discharge, Dubliners, Einstürzende Neubauten, The Fall, GBH, Henry Rollins, Iggy Pop, Jane's Addiction, The Jesus & Mary Chain, Killing Joke, The Mission, Nick Cave, Pere Ubu, Pixies, Ramones, Siouxsie and the Banshees, The Sisters of Mercy, Sonic Youth, UK Subs, Youth Brigade in Swans. Pankrti so odigrali svoj poslovilni koncert v Ljubljani na Vidmarjev rojstni dan leta 1987. Zaigral je za priložnostni nogometni klub M PUNK United Team skupaj z Gregorjem Tomcem, Janezom Janšo in Petrom Lovšinom. Leta 1988 je ob izbruhu afere JBTZ postal član kolegija Odbora za varstvo človekovih pravic in zanj junija organiziral veliko protestno zborovanje s kulturnim programom na Kongresnem trgu, ki se ga je udeležilo več deset tisoč ljudi, zborovanje je organiziral tudi novembra 1988 in maja 1989. Na volitvah leta 1990 je sodeloval na listi ZSMS-LS, toda nikoli se ni včlanil v stranko, nekaj let kasneje pa na listi Demokratske stranke. Odtlej se ni več aktivno politično udejstvoval. Od začetkov (1989) sodeluje v oddaji RTV Slovenija Studio City, večinoma kot aktualnopolitični komentator. Bil je tudi dolgoletni (od 1980 do pomladi 2018, ko je bila oddaja zaradi varčevanja ukinjena) urednik in voditelj oddaje Drugi val na Valu 202 Radia Slovenija  (sprva jo je vodil izmenično z Marjanom Ogrincem, nato pa od leta 1988 sam (iz tega razloga je moral prenehati s svojo, prav tako že tradicionalno nedeljsko večerno oddajo Rock fronta na Radiu Študent) in s sodelavci v nedeljskem večernem terminu, ki se je sčasoma krčil, nazadnje na uro in pol, od katere je sam vodil oddajo le še pol ure.
Leta 2020 je Jurij Hudolin po motivih iz njegovega življenja napisal »biografski« roman Samohodec.